# Железопътна линия Калотина – Станянци
Железопътна линия 11 е неелектрифицирана, неудвоена железопътна линия от националната железопътна мрежа, междурелсие 1435 mm, 
намираща се в западна България. Отклонение от Първа главна железопътна линия.
Пълната ѝ дължина е 14,445 km. Трасето на линията започва от Калотина и в по-голямата си част следва долината на река Нишава.

## История
Строителството на железопътната линия Калотина – Станянци започва през 1963 г. и е финансирано от тогавашното Министерство на енергетиката и горивата. Линията е построена основно за извозване на каменните въглища, добивани от мините в района на Станянци. Построен е с максимални наклони на вертикалните криви от 16 ‰ и минимални радиуси на хоризонталните криви 250 m. По линията са построени три тунела с обща дължина 177 метра и девет стоманобетонни моста, всеки с по три отвора и дължина от 34,5 до 38,8 m. Участъкът е открит за редовна експлоатация през 1966 г. Линията е включена в системата на БДЖ и се използва за товарни и пътнически превози.

## Подвижен състав
Първоначално товарните влакове се обслужват от парни локомотиви серия 10. От 1970 г. се ползват серия 15 и дизелови локомотиви серия 06. След 1973 г. товарните влакове се обслужват само с дизелови локомотиви серия 06. В началото на експлоатацията, наред с товарните влакове се движат и 3 чифта пътнически влакове, съставени от парен локомотив серия 15 и 2-а второкласни пътнически вагона. От 1969 г. пътническите влакове започват да се обслужват с ДМВ серия 18. Впоследствие започва употребата на различни серии пътнически вагони (в това число и двуетажни) и дизелови локомотиви най-често от серия 04. До 2000 г. пътническите влакове са били обслужвани само от дизелови локомотиви серия 04. На 1 октомври 2002 г. пътническите влакове в  участъка са спрени, а обслужването на товарните влакове продължава с дизелови локомотиви серии 06, 55 и 07. Около 95 % от добиваните в мина „Станянци“ въглища се транспортират за ТЕЦ Бобов дол.

## Технически съоръжения

### Гари
| име на гарата | приемно-отправни коловози (ПОК) | приемно-отправни коловози (ПОК) | приемно-отправни коловози (ПОК) | осигурителна инсталация |
| име на гарата | брой ПОК                        | максимална полезна дължина      | минимална полезна дължина       | осигурителна инсталация |
| ------------- | ------------------------------- | ------------------------------- | ------------------------------- | ----------------------- |
| Калотина      | 2                               | 424                             | 224                             | ЕМЦ                     |
| Станянци      | 3                               | 382                             | 198                             | РУКЗ                    |

### Мостове
| намира се на km | дължина, m | изграден от  | намира се над |
| --------------- | ---------- | ------------ | ------------- |
| 4+350           | 50,00      | стоманобетон | река          |
| 6+621           | 54,00      | стоманобетон | река и път    |
| 6+816           | 48,00      | стоманобетон | река и път    |
| 8+934           | 52,00      | стоманобетон | река          |
| 9+668           | 50,00      | стоманобетон | река          |
| 10+605          | 48,00      | стоманобетон | река          |
| 10+905          | 49,00      | стоманобетон | река          |
| 11+050          | 55,00      | стоманобетон | река          |
| 11+350          | 57,00      | стоманобетон | река          |
| 12+700          | 19,00      | стоманобетон | река          |
| 14+080          | 15,60      | стоманобетон | река          |

### Тунели
| тунел № | от km | до km | дължина, m | построен |
| ------- | ----- | ----- | ---------- | -------- |
| 1       | 1+600 | 1+700 | 100,00     | 1966     |
| 2       | 6+725 | 6+775 | 50,00      | 1966     |
| 3       | 7+820 | 7+850 | 30,00      | 1966     |